# Quercus trojana
El Quercus trojana, o Roure de Troia, sin. Quercus macedonicus és natiu del sud-est d'Europa i el sud-est d'Àsia, des del sud d'Itàlia, a través dels Balcans meridionals fins a la Turquia occidental, creix a altituds baixes i moderades (que poden arribar a assolir els 1550 m en les latituds més meridionals de clima sec a Turquia).

## Descripció
És un arbre petit o mitjà, que pot arribar a una alçada de 10-20 m, amb fulles gris verdoses d'uns 3-7 cm de longitud i 1,5-4 d'amplada, i presenten un marge serrat.

## Varietats
- Quercus trojana subsp. euboica (Papaioannou) K.I.Chr., in Fl. Hellenica 1: 45 (1997). Grècia
  - Sinonímia:
  - Quercus euboica Papaioannou, Prakt. Acad. Athèn. 23: 336 (1949).
- Quercus trojana subsp. trojana. Itàlia, Balcans i Turquia
  - Sinonímia:
  - Quercus aegilops Griseb., Spic. Fl. Rumel. 2: 44 (1844).
  - Quercus macedonica A.DC. in A.P.de Candolle, Prodr. 16(2): 50 (1864).
  - Quercus castaniifolia Pantan., Adnot. Fl. Faun. Herceg.: 31 (1874).
  - Quercus fragnus A.Longo, Bull. Natural. Sicil. 1: 6 (1886 publ. 1888).
  - Quercus ostryifolia Borbás, Erdész. Lapok 26: 932 (1887).
  - Quercus muzaura Balsamaki, Rivista Ital. Sci. Nat. 9: 282 (1889).
  - Quercus grisebachii Kotschy, Mattei & Bald., Malpighia 5: 80 (1891).
  - Quercus aegilops var. macedonica (A.DC.) Fiori & Paol. in A.Fiori & al., Fl. Italia 1: 271 (1898).
  - Quercus trojana f. macrobalana Gavioli, Arch. Bot. (Forlì) 1(2): 16 (1935).
- Quercus trojana subsp. yaltirikii Ziel., Petrova & D.Tomasz., Willdenowia 36: 846 (2006). Turquia[1]